# Carcóvia
Carcóvia, ou Kharkive, também Carquive (em ucraniano: Ха́рків pronunciado: Harkíu; em russo: Ха́рьков pronunciado: Hárkof), é a uma das maiores cidades da Ucrânia, localizada na região homônima e capital da Ucrânia até 1934. Localizada no leste do país, é a maior cidade da região histórica de Slobojanshtchyna. Tem cerca de 1 439 036 habitantes (2017).
A cidade foi fundada pelos russos em 1654 e, depois de um começo humilde como uma pequena fortaleza, tornou-se um grande centro da indústria, comércio e cultura ucraniana dentro do Império Russo. Carcóvia foi a primeira capital da República Socialista Soviética da Ucrânia, de dezembro de 1919 a janeiro de 1934, quando Kiev se tornou a capital.
Carcóvia é um importante centro cultural, científico, educacional, de transportes e industrial da Ucrânia, com seis museus, sete teatros e 80 bibliotecas.
Sua indústria é especializada principalmente em maquinário e eletrônica. Existem centenas de empresas industriais na cidade, incluindo o Escritório de Desenho Morozov e a Fábrica de Tanques Malyshev (líderes na produção mundial de tanques dos anos 1930 aos anos 80); Khartron (eletrônica de automação de usinas aeroespaciais e nucleares); Turboatom (turbinas para usinas hidrelétricas, térmicas e nucleares) e Antonov (a usina de aeronaves de múltiplos propósitos).

## Economia

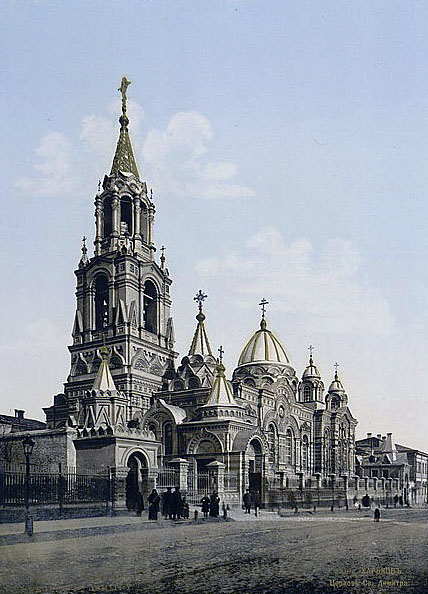
Catedral de São Demétrio em Carcóvia

Durante a época da URSS, a cidade era a mais industrializada da Ucrânia, e a terceira em toda a União Soviética. Após o colapso da URSS em 1991, a cidade teve uma queda econômica, devido as muitas indústrias bélicas e automobilísticas fecharem.
Nos anos 2000, houve uma retomada nas atividades industriais, com chegada e expansão de indústrias de tecnológica eletrônica e maquinaria pesada. Muitas empresas estatais estão situadas na cidade como as Indústrias Malyshev.

## Conterrâneos ilustres
- Vladimir Drinfeld — Vencedor da Medalha Fields da Matemática em 1990.
- Simon Kuznets — Prémio Nobel da Economia de 1971.
- Lev Landau — Prémio Nobel de Física de 1962.
- Ilya Mechnikov (1845-1916) — Prémio Nobel de Fisiologia ou Medicina de 1908
- Justine Pasek — Miss Universo 2002.
- Vladimir Bobri — Ilustrador, autor, compositor.
- Nikolai Tikhonov — primeiro-ministro da União Soviética.